# Blood & Oil
Blood & Oil ist eine US-amerikanische Dramaserie, die von Josh Pate und Rodes Fishburne für den Fernsehsender ABC entwickelt wurde. Im Mittelpunkt der Fernsehserie steht das junge Ehepaar LeFever, das in das Erdölgeschäft einzusteigen versucht und sich einen erbitterten Kampf mit einem Ölmagnaten leistet. In den zentralen Hauptrollen sind Don Johnson, Chace Crawford und Rebecca Rittenhouse zu sehen. Die Erstausstrahlung in den Vereinigten Staaten fand am 27. September 2015 auf ABC statt.

## Handlung
In North Dakota werden neue Ölvorkommen entdeckt, was gravierende Auswirkungen auf die Weltpolitik sowie auf die Gegend der Fundstätte hat. Egal ob Gauner, Landbesitzer oder Prospektoren, sie alle wollen einen Anteil am Erfolg. Auch das junge Ehepaar Billy und Cody LeFever. Die beiden träumen davon, aus ihren bescheidenen Verhältnissen auszubrechen und großes Geld zu machen. Sie haben jedoch nicht mit dem skrupellosen Öl-Tycoon Hap Briggs gerechnet, der die beiden dazu bringt, hohe Risiken einzugehen. Doch Gewinn und Verlust liegen in dieser Branche nah beieinander und so wird auch bald die Ehe der beiden herausgefordert.

## Produktion

### Produktionshintergrund
Das Projekt wurde Mitte der 2000er Jahre von Josh Pate und Rodes Fishburne geschrieben, Tony Krantz fungierte als ausführender Produzent. Im September 2011 kauft ABC das Drehbuch, bestellte jedoch keinen Piloten für die Fernsehsaison 2012–2013. Aus diesem Grund wurde das Drehbuch, welches zu diesem Zeitpunkt Boom lautete, an USA Network weitergegeben. Dort wurde gemeinsam mit der Produktionsfirma ABC Signature an dem Projekt gearbeitet, aber auch USA Network drehte keinen Piloten. Ende Januar 2015 kehrte das Projekt zu ABC zurück und der Sender bestellte einen Pilotfilm. Die Pilotfolge wurde in Salt Lake City, Utah, gedreht.
Am 7. Mai 2015 wurde eine erste Staffel der Serie bestellt. Die Serie unterging zwei Namensänderungen: Unter dem Titel Boom entwickelt, wurde sie bei den Upfronts als Oil angekündigt. Anfang Juni 2015 wurde der Titel der Serie von Oil zu Blood & Oil geändert.
Im Oktober 2015 wurde berichtet, dass die Episodenanzahl von 13 auf 10 Episoden gesenkt werde. Als Grund dafür wurden die unterdurchschnittliche Quotenentwicklung genannt.

### Besetzung
Der Castingaufruf begann im Februar 2015. Die erste Hauptrolle konnte sich Scott Michael Foster sichern. Die zentrale weibliche Hauptrolle konnte sich Rebecca Rittenhouse ergattern. Im darauffolgenden Monat wurde mit Don Johnson als Patriarch der Briggs-Familie eine der zentralen Hauptrollen besetzt. Chace Crawford wurde für die männliche Hauptrolle gecastet und spielt den Serien-Ehemann von Rittenhouses Figur. Mitte März 2015 wurde die letzte Hauptrolle mit Amber Valletta besetzt. Ende Mai 2015 stiegen Caitlin Carver und Yani Gellman, die die Rollen der Lacey Briggs bzw. A.J. Menendez spielten, aus der Serie aus. Gellman wurde durch Adan Canto ersetzt. Carver wurde zunächst von Aurora Perrineau ersetzt, diese wurde anschließend mit Miranda Rae Mayo umbesetzt.
Für die ersten Folgen wurden Wilson Bethel, Yaani King und Tara Karsian gecastet.

## Ausstrahlung
Vereinigte Staaten
Bei den alljährlichen Upfronts gab ABC am 12. Mai 2015 bekannt, dass die Serie sonntags im Anschluss an Once Upon a Time – Es war einmal … gezeigt wird. Die Serienpremiere fand am 27. September 2015 statt. Die Premierenfolge erreichte eine Einschaltquote von 6,36 Millionen Zuschauern und ein Rating 1,4 sowie 4 Prozent in der werberelevanten Zielgruppe.

## Episodenliste
| Nr. | Deutscher Titel | Originaltitel         | Erstausstrahlung USA | Deutschsprachige Erstausstrahlung (—) | Regie            | Drehbuch                               |
| --- | --------------- | --------------------- | -------------------- | ------------------------------------- | ---------------- | -------------------------------------- |
| 1   | —               | Pilot                 | 27. Sep. 2015        | —                                     | Josh Pate        | Jonas Pate & Rodes Fishburne           |
| 2   | —               | The Ripple Effect     | 4. Okt. 2015         | —                                     | Jonas Pate       | Josh Pate                              |
| 3   | —               | Hustle and Flow       | 11. Okt. 2015        | —                                     | Rod Holcomb      | Matt Pyken                             |
| 4   | —               | The Birthday Party    | 18. Okt. 2015        | —                                     | Mikael Salomon   | Robert Rovner & Cynthia Cidre          |
| 5   | —               | Rocks and Hard Places | 25. Okt. 2015        | —                                     | Michael Nankin   | Jessica Queller                        |
| 6   | —               | Convergence           | 1. Nov. 2015         | —                                     | Chris Grismer    | Jon Harmon Feldman                     |
| 7   | —               | Fight or Flight       | 8. Nov. 2015         | —                                     | Cherie Nowlan    | Robert Rovner & Dana Ledoux Miller     |
| 8   | —               | Rats, Bugs and Moles  | 29. Nov. 2015        | —                                     | Brian Kelly      | Robert Rovner & Matt Pyken             |
| 9   | —               | The Art of the Deal   | 6. Dez. 2015         | —                                     | Tim Hunter       | Rodes Fishburne & Pierluigi D. Cothran |
| 10  | —               | Departures            | 13. Dez. 2015        | —                                     | Andrew Bernstein | Nicholas Schutt & David Renaud         |